# Keiiti Aki
Keiiti Aki (jap. 安芸 敬一, Aki Keiichi; * 3. März 1930 in Yokohama, Japan; † 17. Mai 2005 auf Réunion, Frankreich) war ein japanischer Geophysiker und Seismologe.
Aki wuchs in Japan auf und studierte an der Universität Tokio, wo er seinen Bachelor und später auch seinen Doktorgrad erlangte. Als Postdoc wechselte er in die USA, wo er am California Institute of Technology forschte. Später wurde Aki Professor am Massachusetts Institute of Technology (MIT) in Cambridge. Bekannt wurde er in Fachkreisen auch als Buchautor, insbesondere durch das Buch Quantitative Seismology: theory and methods, das er gemeinsam mit Paul G. Richards verfasste. Es gilt als eines der Standardwerke in der Seismologie.
In diesem Fachgebiet war Aki äußerst aktiv und nahm im Verlaufe seiner Karriere zahlreiche offizielle Ämter ein. Unter anderem war er Präsident der Seismologie-Abteilung der American Geophysical Union (AGU), Präsident der Seismological Society of America wie auch Vorsitzender des seismologischen Komitees der United States National Academy of Sciences (NAS). Er war 1991 auch maßgeblich am Aufbau des Southern California Earthquake Centers (SCEC) beteiligt.

## Auszeichnungen
Keiiti Aki wurden für sein Engagement mit zahlreichen Preisen und Auszeichnungen geehrt, wie z. B.:
- 1973: Die Wahl in die American Academy of Arts and Sciences
- 1979: die Wahl in die United States National Academy of Sciences
- 1986: die Medaille der Seismological Society of America
- 2000: die Thorarinsson Medal der International Association of Volcanology and Chemistry of the Earth’s Interior
- 2004: die William Bowie Medal der American Geophysical Union
- 2005: die Beno Gutenberg Medal der European Geosciences Union